# Deutsche Flugzeug-Werke
Deutsche Flugzeug-Werke (DFW) – niemiecka wytwórnia samolotów z pierwszej połowy XX w. Najbardziej znana z maszyn obserwacyjnych produkowanych dla lotnictwa niemieckiego w czasie I wojny światowej pod marką DFW.
Bernhard Meyer i Erich Thiele założyli DFW w 1910 roku w Lindenthal, początkowo produkując na licencji maszyny Maurice Farmana, a następnie Etrich Taube i stalowe wersje Taube (tzw. Stahltaube). Już w 1913 roku była to znacząca wytwórnia, zatrudniająca ok. 300 osób, zdolna produkować ok. 20 maszyn miesięcznie i mająca w ofercie wszystkie ówcześnie podstawowe typy samolotów (szkolne i wojskowe jednopłatowce, wojskowe dwupłaty i wodnosamoloty). Charakterystyczne dla wczesnych konstrukcji DFW było szerokie użycie stalowych szkieletów. Przed I w. św. maszyny DFW miały na koncie kilka rekordów długotrwałości lotu i nagrody w konkursach na niezawodność. Były też skutecznie używane przez lotnictwo tureckie w czasie II wojny bałkańskiej. 
Ich pierwszą własną konstrukcją był samolot Mars, zbudowany w wersji zarówno jedno- jak i dwupłata. Najbardziej znaną maszyną był bardzo udany DFW C.V, budowany także przez zakłady Halberstadt i Aviatik. DFW C.V był prawdopodobnie najlepszym i najbardziej uniwersalnym uzbrojonym samolotem obserwacyjnym klasy C, o dużym pułapie, sięgającym niemal 5000 m. W 1917 roku było ich na froncie około tysiąca.
Większość innych samolotów, myśliwców (DFW D.I, DFW D.II) i wielkich bombowców serii R (DFW R.I i DFW R.II) pozostała na etapie prototypu, aczkolwiek R.I był uznany za udany i ulepszonej wersji R.II planowano nabyć 6 sztuk (tylko dwie zostały dostarczone przed końcem wojny). Dzięki zabudowaniu silników wewnątrz kadłuba, bombowce DFW wyróżniały się bardzo opływowymi kształtami. Powojenne plany przebudowy maszyn wojskowych na cywilne (w tym bombowca R na 24-miejscowy samolot pasażerski) nie powiodły się i firma znikła, wchłonięta przez Allegemeine Transportanlagen Gesellschaft Maschinenbau (ATG).

## Inne samoloty
- DFW Dr.I – trójpłatowa wersja myśliwca DFW D.I, uczestniczyła wraz z nim w konkursie myśliwców w 1918 roku[7]
- DFW B.II – treningowy samolot z 1915 roku[8]; wersja szkolna cenionego w szkołach lotniczych za stabilność i łatwość w pilotażu samolotu B.I, który początkowo pełnił rolę samolotu obserwacyjnego, a potem został przesunięty do treningu[9]
- DFW C.I – dwumiejscowy samolot obserwacyjny z 1916 roku, uzbrojony dwupłat z obserwatorem z przodu (karabin maszynowy, zamontowany nad skrzydłem, mógł być obsługiwany w pozycji stojącej); ok. 130 zbudowanych[9]; wersja C.II różniła się porządkiem siedzenia w kabinie (pilot z przodu)[10]

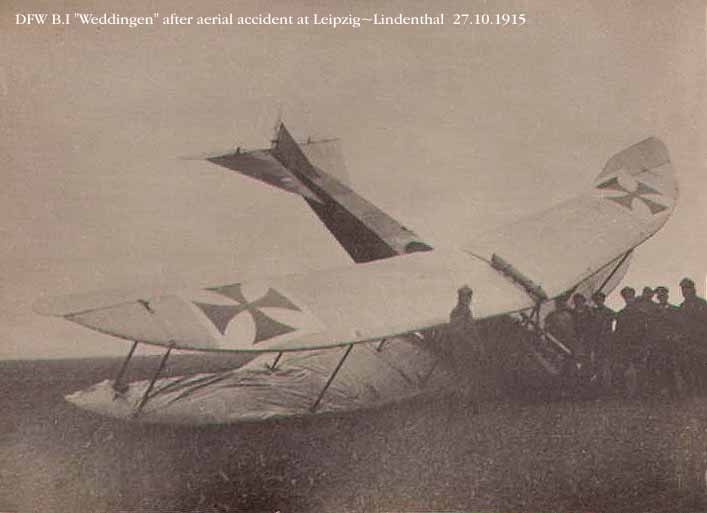
Uszkodzony DFW B.I, z charakterystycznymi, „bananokształtnymi” skrzydłami
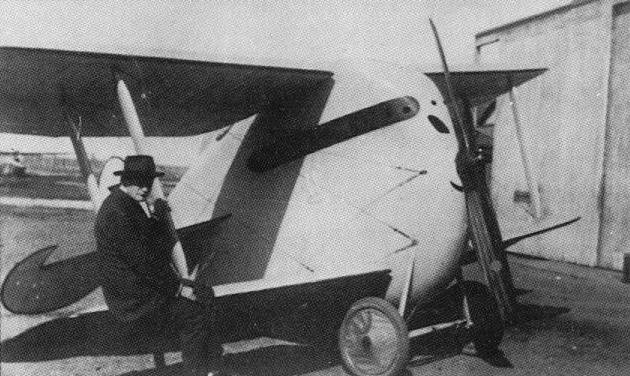
Prototypowy myśliwiec DFW Floh
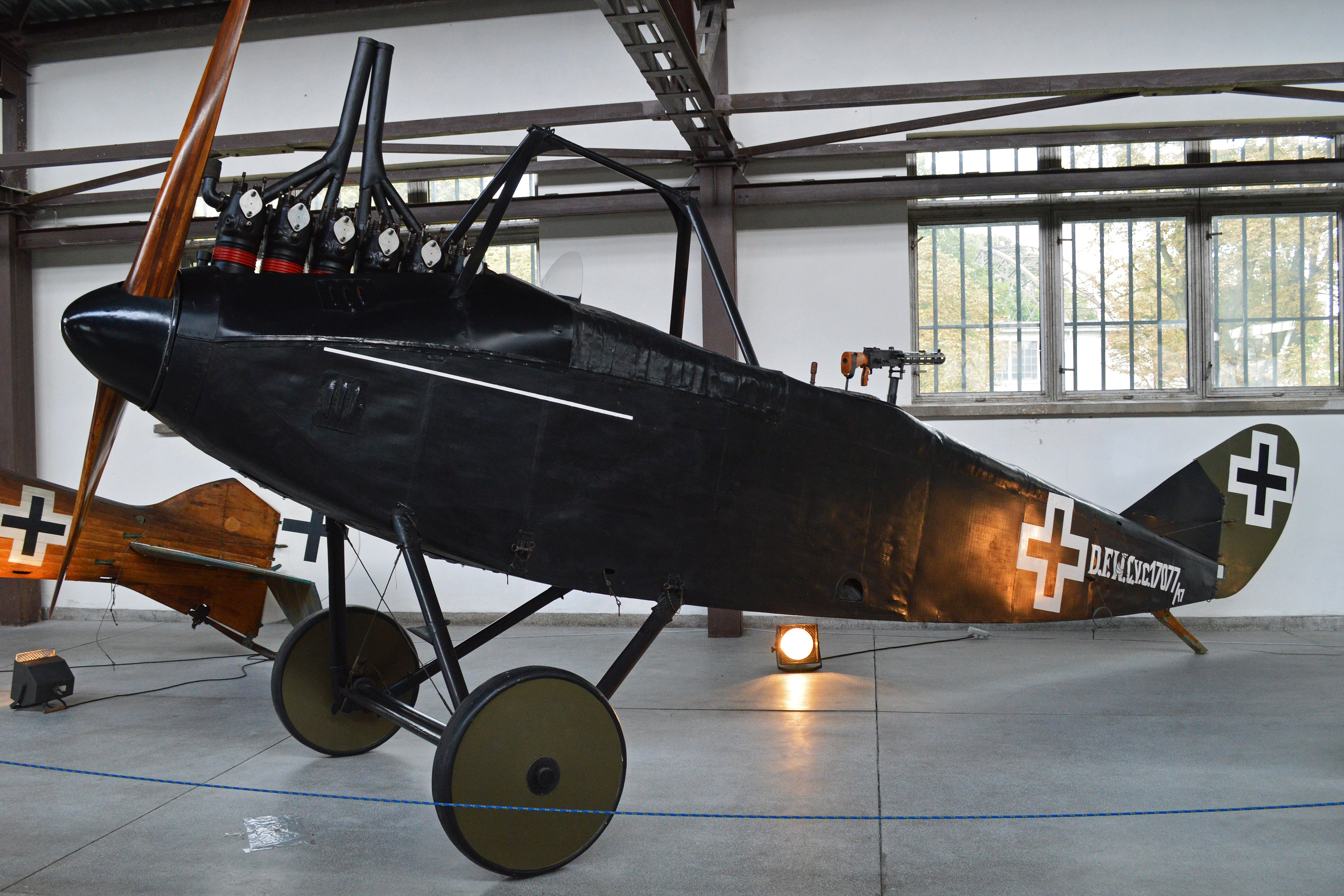
DFW C.V w zbiorach Muzeum Lotnictwa Polskiego w Krakowie
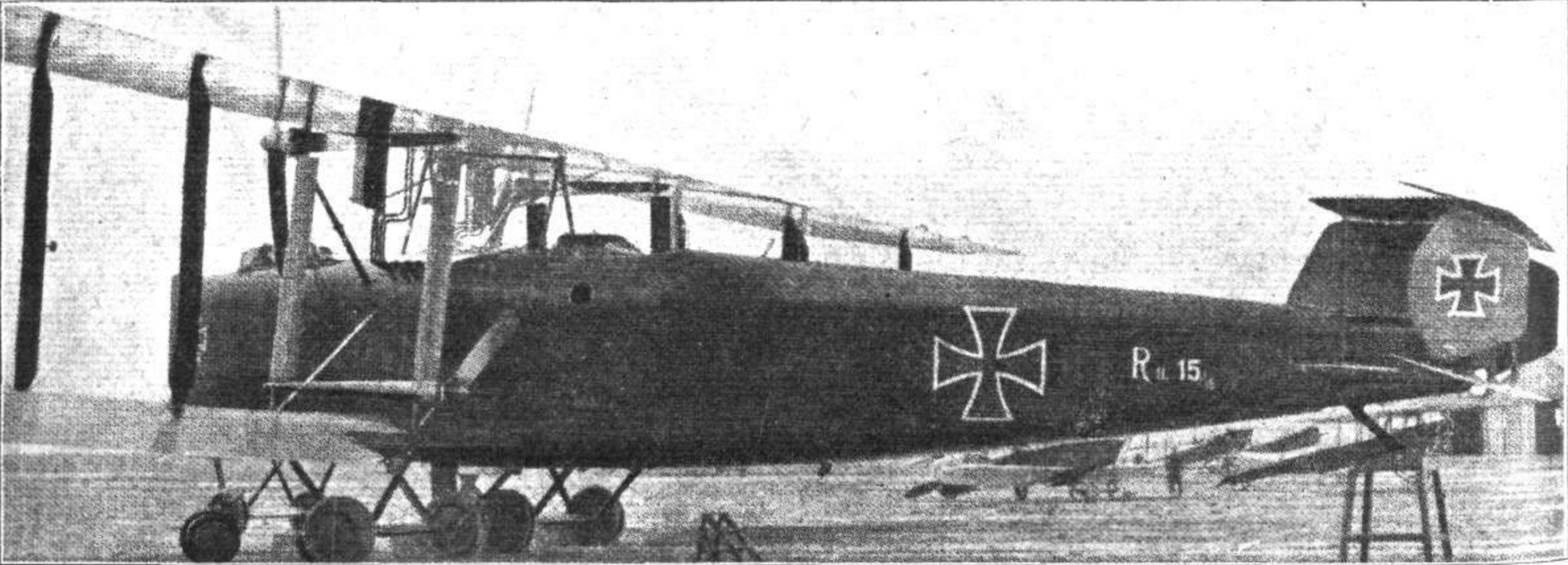
Wielki bombowiec R.II
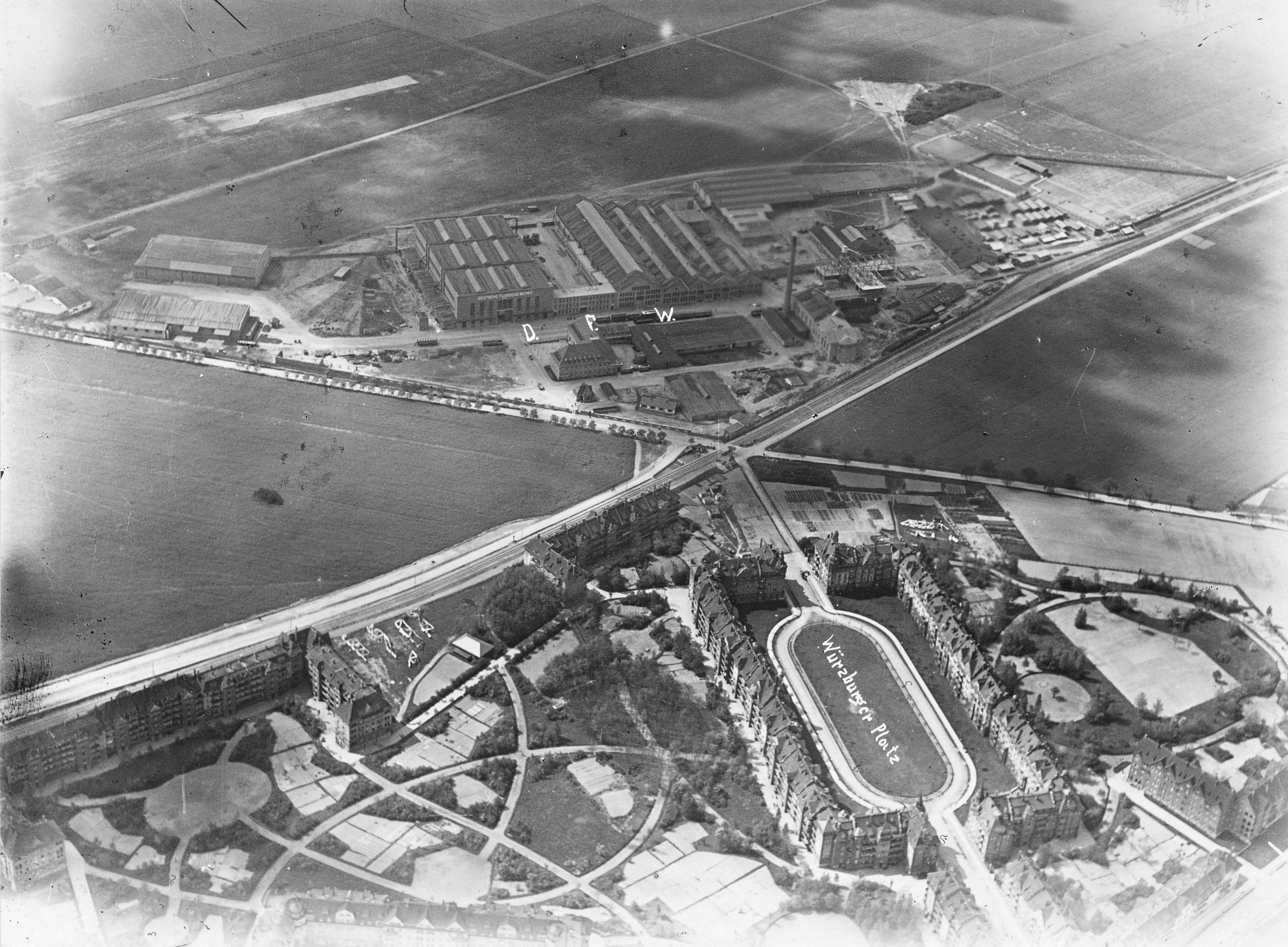
Fabryka w Lipsku. 1920 rok.